# ألبرت سالمي
ألبرت سالمي (بالإنجليزية: Albert Salmi)‏ (11 مارس 1928 - 22 أبريل 1990)، هو ممثل أمريكي في المسرح والسينما والتلفزيون. ظهر في أكثر من 150 إنتاجًا سينمائيًا وتلفزيونيًا. 

## روابط خارجية
- ألبرت سالمي على موقع IMDb (الإنجليزية)
- ألبرت سالمي على موقع ألو سيني (الفرنسية)
- ألبرت سالمي على موقع تيرنر كلاسيك موفيز (الإنجليزية)
- ألبرت سالمي على موقع أول موفي (الإنجليزية)
- ألبرت سالمي على موقع قاعدة بيانات برودواي على الإنترنت (الإنجليزية)
- ألبرت سالمي على موقع قاعدة بيانات الأفلام السويدية (السويدية)
- ألبرت سالمي على موقع إن إن دي بي (الإنجليزية)
- ألبرت سالمي على موقع قاعدة بيانات الفيلم (الإنجليزية)
- ألبرت سالمي على موقع كينوبويسك (الروسية)
- ألبرت سالمي at the Internet Off-Broadway Database
- ألبرت السالمي ميني بيو
- ألبرت سالمي على موقع فايند أغريف